# Los desayunos de TVE
Los desayunos de TVE (Les petits-déjeuners de TVE) était une émission de télévision produite par Televisión Española. Mise à l'antenne le 8 janvier 1994, elle est diffusée jusqu'au 17 juillet 2020 sur La 1 et sur TVE Internacional, du lundi au vendredi, de 9 heures à 10 heures du matin.

## Présentation
Le but de l'émission est de confronter une personnalité issue du monde politique, social, économique, sportif ou culturel, avec l'actualité du moment. Elle se structure autour d'une interview, menée par la présentatrice (actuellement Ana Pastor), puis d'une « tertulia » où interviennent des journalistes.
À l'origine, le programme porte le nom de « Los desayunos de Radio 1 » (Les petits-déjeuners de Radio 1), étant diffusé en simultané à la fois à la télévision et sur Radio 1, dans le cadre du programme « Las Mañanas de Radio 1 » (Les matinées de Radio 1) de Julio César Iglesias. Ce n'est qu'en 1997 que l'émission prend son nom actuel. À cette époque, les interviews sont menées par Iglesias, secondé par les journalistes Diego Carcedo et Antonio San José.
En 1996, Carcedo et San José quittent Radio nacional de España (RNE), qui sont remplacés par Alejo García et Javier González Ferrari, le nouveau directeur de la RNE. Dans les mois qui suivent, García est remplacé par Carlos Dávila et Isabel San Sebastián, en alternance.
Après la nomination de González Ferrari à la tête de la direction de l'information de la TVE, c'est le journaliste galicien Luis Mariñas qui, à partir du mois de janvier 1999, se charge de la présentation de l'émission. En 2004, il est remplacé par Pepa Bueno, elle-même remplacée par Ana Pastor en 2009.

### Sources et références
- (es) Cet article est partiellement ou en totalité issu de l’article de Wikipédia en espagnol intitulé « Los desayunos de TVE » (voir la liste des auteurs).